# David Roddy
David Michael Roddy (Apple Valley, 27 de março de 2001) é um jogador norte-americano de de basquete profissional que atualmente joga no Atlanta Hawks da National Basketball Association (NBA).
Ele jogou basquete universitário pela Universidade Estadual do Colorado e foi selecionado pelo Philadelphia 76ers como a 23º escolha geral no draft da NBA de 2022. Logo após, ele foi negociado com o Memphis Grizzlies.

## Carreira no ensino médio
Roddy era um atleta de três esportes na Breck School em Golden Valley, Minnesota, competindo em basquete, futebol americano e atletismo. Em seu último ano, ele teve médias de 29,7 pontos e 16,6 rebotes no basquete. Roddy foi um quarterback no futebol americano e ganhou um título estadual da no lançamento de disco. Ele se comprometeu a jogar basquete universitário pela Universidade Estadual do Colorado. Antes de se comprometer com o basquete universitário, Roddy também recebeu ofertas de bolsas de futebol americano de vários programas da Divisão I da NCAA.

## Carreira universitária
Como calouro, Roddy teve médias de 11,4 pontos e 5,6 rebotes por Colorado State. Em 22 de janeiro de 2020, Roddy registrou 26 pontos e oito rebotes, o recorde da temporada de calouro, em uma vitória de 86-68 sobre Fresno State.
Em seu segundo ano, ele teve médias de 15,9 pontos e 9,4 rebotes e foi nomeado para a Primeira-Equipe da Mountain West. Em 27 de janeiro de 2021, Roddy registrou 27 pontos e 15 rebotes em uma vitória de 78-56 sobre Boise State.
Roddy teve seu melhor ano da carreira universitária durante a temporada de 2021-22. Ele acertou 57,1% dos seus arremessos e 43,8% dos arremessos de três pontos — acima dos 51,2% e 27,8% em 2020-21. Ele teve médias de 19,2 pontos, 7,5 rebotes e 2,9 assistências. Roddy foi nomeado o Jogador do Ano de Mountain West, além de ser nomeado para a Primeira-Equipe da Mountain West pelo segundo ano consecutivo. Roddy liderou sua equipe para sua primeira aparição no Torneio da NCAA desde 2013 antes de se declarar para o draft da NBA de 2022 em 30 de março de 2022.

## Carreira profissional

### Memphis Grizzlies (2022–2024)
No draft da NBA de 2022, Roddy foi selecionado pelo Philadelphia 76ers como a 23º lugar geral. A escolha foi em nome do Memphis Grizzlies como parte de uma troca que enviou Roddy e Danny Green para o Grizzlies em troca de De'Anthony Melton. Em 2 de julho de 2022, Roddy assinou um contrato de 4 anos e US$12.9 milhões com os Grizzlies.
Em 19 de outubro, Roddy fez sua estreia na NBA e pegou dois rebotes em uma vitória de 115-112 na prorrogação sobre o New York Knicks. Em 11 de março de 2023, ele marcou 24 pontos, o recorde de sua carreira, em uma vitória de 112-108 sobre o Dallas Mavericks.

### Phoenix Suns (2024)
Em 8 de fevereiro de 2024, Roddy foi negociado com o Phoenix Suns em uma troca de três times que também envolveu o Brooklyn Nets. Seis dias depois, Ele fez sua estreia no time e registrou 5 pontos e um rebote em 10 minutos em uma vitória de 116–100 sobre o Detroit Pistons.

### Atlanta Hawks (2024–Presente)
Em 29 de julho de 2024, Roddy foi negociado com o Atlanta Hawks em troca de E. J. Liddell.

## Estatísticas da carreira

### NBA

#### Temporada regular
| Ano      | Equipe   | PJ  | PT | MPJ  | AP   | 3P   | LL    | RT  | AS  | BR | TO | PPJ |
| -------- | -------- | --- | -- | ---- | ---- | ---- | ----- | --- | --- | -- | -- | --- |
| 2022–23  | Memphis  | 70  | 4  | 18.0 | .429 | .307 | .631  | 2.8 | .8  | .4 | .3 | 6.7 |
| 2023–24  | Memphis  | 48  | 13 | 23.2 | .402 | .301 | .687  | 4.2 | 1.6 | .5 | .2 | 8.4 |
| 2023–24  | Phoenix  | 17  | 0  | 3.7  | .435 | .125 | 1.000 | .6  | .2  | .1 | .0 | 1.3 |
| Carreira | Carreira | 135 | 17 | 14.9 | .422 | .244 | .772  | 2.5 | .8  | .3 | .1 | 5.4 |

#### Playoffs
| Ano      | Equipe   | PJ | PT | MPJ  | AP   | 3P   | LL    | RT  | AS | BR | TO | PPJ |
| -------- | -------- | -- | -- | ---- | ---- | ---- | ----- | --- | -- | -- | -- | --- |
| 2023     | Memphis  | 6  | 0  | 12.6 | .276 | .300 | 1.000 | 2.8 | .7 | .0 | .3 | 3.8 |
| 2024     | Phoenix  | 2  | 0  | 1.4  | —    | —    | —     | .0  | .0 | .0 | .0 | .0  |
| Carreira | Carreira | 8  | 0  | 7.0  | .276 | .300 | 1.000 | 1.4 | .3 | .0 | .1 | 1.9 |

### Universidade
| Ano      | Equipe         | PJ | PT | MPJ  | AP   | 3P   | LL   | RT  | AS  | BR  | TO  | PPJ  |
| -------- | -------------- | -- | -- | ---- | ---- | ---- | ---- | --- | --- | --- | --- | ---- |
| 2019–20  | Colorado State | 32 | 19 | 25.6 | .465 | .195 | .739 | 5.6 | 1.8 | .6  | .8  | 11.4 |
| 2020–21  | Colorado State | 28 | 26 | 31.5 | .512 | .278 | .789 | 9.4 | 2.6 | .9  | .7  | 15.9 |
| 2021–22  | Colorado State | 31 | 31 | 32.9 | .571 | .438 | .691 | 7.5 | 2.9 | 1.2 | 1.1 | 19.2 |
| Carreira | Carreira       | 91 | 76 | 30.0 | .516 | .303 | .739 | 7.5 | 2.4 | .9  | .8  | 15.5 |